# Тулси Габард
Тулси Габард (на английски: Tulsi Gabbard) е американски политик, държавна служителка, изпълняваща ролята на представител на 2-ри конгресен район на Хавайските острови от 2013 г. до 2021г.
Член е на Демократическата партия, заместник-председател на Националния комитет на Демократическата партия до 28 февруари 2016 г., когато подава оставка, за да застане зад номинацията за президент на сенатора Бърни Сандърс през 2016 г. Избрана през 2012 г., тя е първият самоанско-американски член и първият индуистки член на Конгреса на САЩ. През октомври 2022 г. в резултат на непреодолими различия във възгледите и и тези на партията, Габард напуска Демократическата партия, която по думите и е: "елитна банда от войнстващи" и също, че е партия която се застъпва за тези, които нарушават закона, а дискриминира тези, които го защитават. Относно администрацията на президента Джо Байдън твърди, че тя не се интересува от американския народ. През 2024 година преминава в Републиканската партия и е избрана от Доналд Тръмп за директор на Разузнавателните ведомства на САЩ от януари 2025 година.
От 2004 до 2005 г. Габард служи в полева медицинска част на Националната гвардия на Хавайската армия в бойната зона в Ирак и по-късно е изпратена в Кувейт. Преди това е служителка в Камарата на представителите на Хавайските острови от 2002 до 2004 г. Когато е избрана в Хавайската камара на представителите на 21-годишна възраст, Габард е най-младата жена, избрана в законодателството на САЩ. Тя подкрепя правото на аборт, всеобщо здравеопазване, противопоставя се на Транстихоокеанското партньорство, призовава за възстановяване на Закона Глас – Стигал и променя позицията си в подкрепа на еднополовите бракове през 2012 г. Тя критикува аспектите на американската външна политика относно войните в Ирак, Либия и Сирия. Габард се противопоставя на премахването на сирийския президент Башар Асад от власт.
На 11 януари 2019 г. Тулси Габард обявява кампанията си за издигане на кандидатурата на демократите за президент на САЩ през 2020 година.